# Краковський Олександр Володимирович
Олександр Краковський (народився 28 лютого 1982 р.) (англ. Alex Krakovsky) — єврейсько-український архівіст, активіст і генеалог. Він є лідером у єврейській генеалогічній спільноті у зусиллях з легалізації оцифрування єврейських записів з українських історичних державних архівів.

## Родина
Народився 28 лютого 1982 р. в Києві в родині науковців. Батько — Краковський Володимир Якович (1939-2022) інженер-винахідник Інституту кібернетики імені В. М. Глушкова НАН України, пізніше викладач Кафедри комп'ютерних систем та мереж Державного університету "Київський авіаційний інститут". Автор численних праць щодо розпізнавання образів. Мати — Краковська (Козаченко) Валентина Василівна (1947-2011) працювала в Інституті фізики напівпровідників імені В.Є. Лашкарьова.
Має єврейське походження по батьку. Дід Краковський Янкель Борухович рано втратив батьків в єврейських погромах 1919 року. Родина походить від давнього єврейського роду в м. Ківшовата Таращанського повіту. Воюав з нацизмом підчас Другої світовох війни. Пропав безвісті підчас бою з фашистами в липні 1944 року на заході України. 
Має німецьке походження по матері. Походить з міста Гальберштадт сучасня земля Саксонія-Анхальт. Нащадок відомого німецького архітектора Карла Шольця.
Сестра Краковська Світлана Володимирівна - науковець кліматолог. Членкиня Американської академії наук.
Одружений. Жінка Анастасія Краковська походить з родини відомих шахматистів. Дід Зюляркин Дмитро Артем'євич був тренером та наставником чемпіона світу Анатолія Карпова.
Діти Alex Krakovsky Jr (2018) та Anna Krakovska (2021).

## Кар'єра

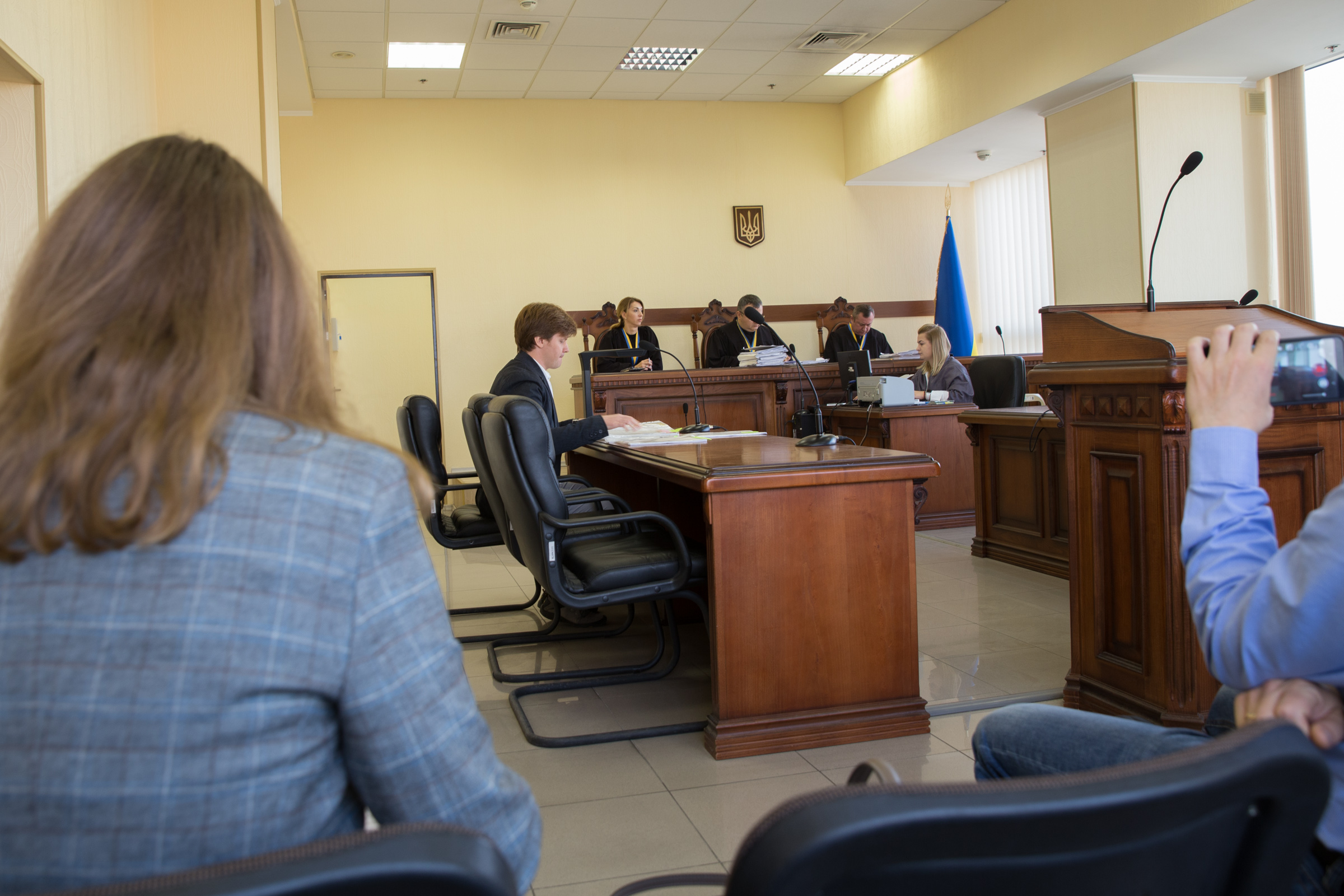
Київський апеляційний суд. Жовтень 2019 року. Alex Krakovsky проти Державного архіву Київської області. Справа 761/40087/18. Право на самостійне копіювання документів

Краковський почав займатися генеалогічними дослідженнями у 2011 році. Після запиту копій оригінальних документів з архівів у Львові йому повідомили, що для їх отримання потрібно буде заплатити 116 000 гривень (4 600 доларів США). Невдоволений ситуацією, що склалася, Краковський почав подавати позови проти архівів, домагаючись більш справедливого доступу до історичних документів.
У 2019 році він подав до суду на Міністерство юстиції після запровадження заборони на копіювання приватними особами документів, що перевищують формат листа або містяться в книгах завтовшки понад 1,5 дюйми, а також на оплату громадянами цифрових копій. 3 жовтня 2019 року Київський окружний адміністративний суд ухвалив, що закон, проти якого виступав Краковський, суперечить українському законодавству.

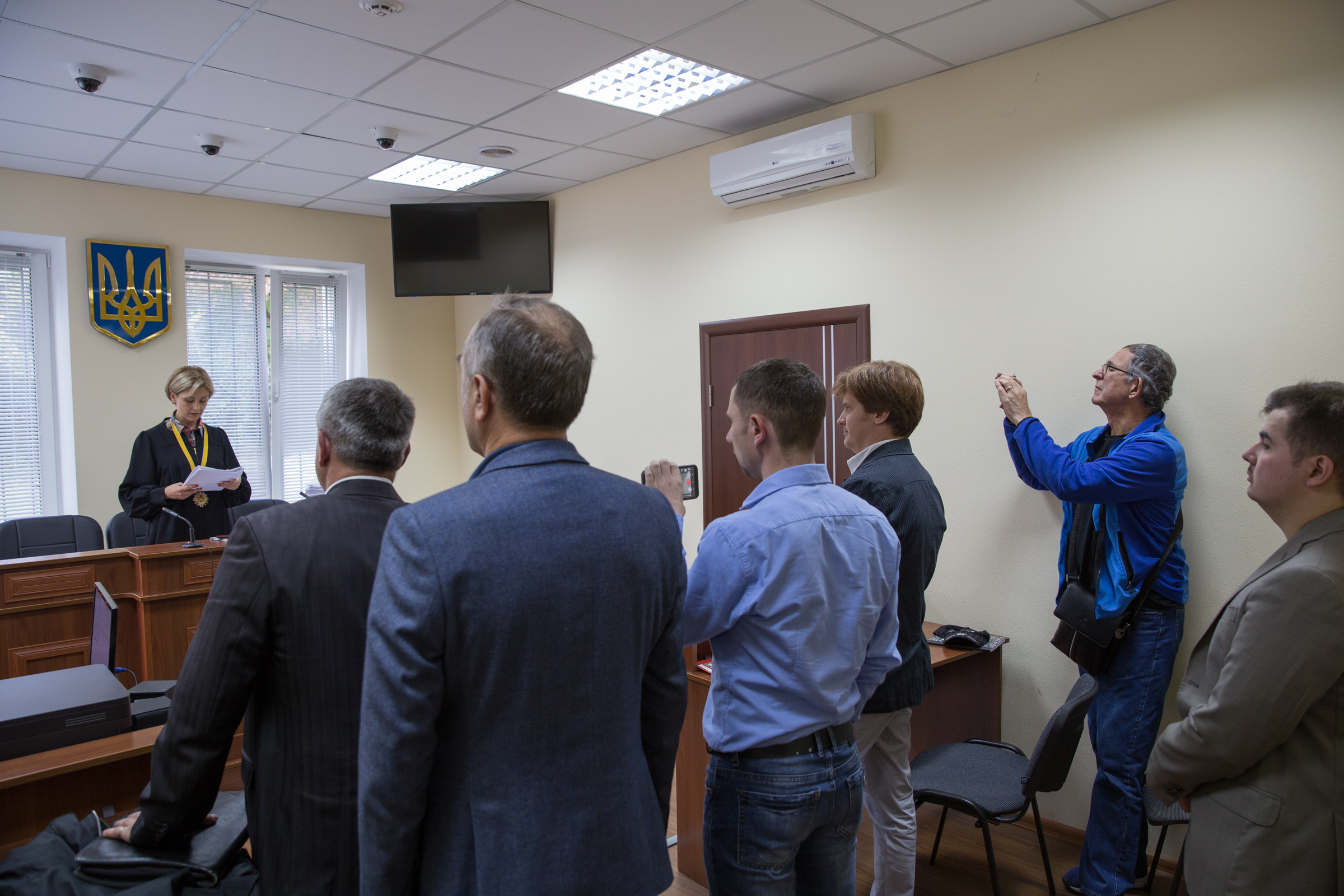
Жовтень 2019 року. Alex Krakovsky проти Міністерства юстиції України. Справа 826/17353/18. Рішення суду в цій справі остаточно скасувало всі заборони на самостійне копіювання документів та відкрило нову еру оцифрування та модернізації доступу до архівів в Україні.

Він також подав до суду на обласний архів Житомирської області через відсутність стабільного доступу до документів, заявивши: «Якщо ви не сподобалися директору [архіву], вам можуть відмовити в доступі під будь-яким приводом: документ у поганому стані, ви його пошкодите, ваш iPhone [камера], навіть без спалаху, нібито шкодить йому, і багато інших абсурдних причин».
Він успішно подав до суду більш ніж на дюжину підрозділів українських державних архівів, спираючись на закони про свободу інформації через обмежувальні настанови, що перешкоджають справедливому доступу для архівістів та дослідників. Він стверджує, що вільний доступ до історичних архівів підпадає під дію статті 10 Європейської конвенції з прав людини та має прецедент у справі «Кенеді проти Угорщини».
Крім несправедливого доступу, Краковський відкрито висловлювався щодо поведінки співробітників архівів стосовно відвідувачів. Він стверджував, що у Центральному державному історичному архіві України у Києві співробітник читального залу, який підтримує сепаратистів Донбасу, виявляв агресію до читачів та відкрито висловлював «зневагу» до української мови.
Він також заявляв, що в київських архівах російські дослідники отримували привілейоване ставлення, тоді як українцям не надавали такого ж доступу до ресурсів. У 2017 році він виступив на конференції, організованій Офісом Уповноваженого Верховної Ради України з прав людини та Центром демократії та верховенства права, де говорив про недостатню прозорість архівів в Україні.
З 2017 року Краковський очолює ініціативу щодо оцифрування тисяч єврейських метричних книг, ревізських казок та інших історичних документів, що зберігаються в українських архівах. Він займається їх цифровим скануванням та завантаженням у відкриту базу даних в українській Вікітеці.
У 2020 році на платформі GoFundMe було запущено збирання коштів для купівлі скануючого обладнання з метою прискорення оцифрування архівних документів. Станом на серпень 2023 року зібрано понад 35 000 доларів США.

### Генеалогічні дослідження
Крім оцифрування українських архівних записів, Краковський часто проводить лекції та презентації про те, як розпочати генеалогічні дослідження та як використовувати документи, які він допоміг відсканувати. JewishGen, некомерційна онлайн-організація, що займається генеалогічними дослідженнями, індексувала понад 1 мільйон записів з книг, оцифрованих Краковським, надаючи дослідникам безкоштовний доступ до цих даних.

## Різне
Краківський є заступником голови правління Київського центру генеалогічних досліджень.
Його мати народилася в селі Севастьянівка на Черкащині.